# Sof'ja Palkina
Sof'ja Olegovna Palkina (in russo Софья Олеговна Палкина?; 9 giugno 1998) è una martellista russa.

## Progressione

### Lancio del martello
| Stagione | Misura  | Luogo     | Data      | Rank. Mond. |
| -------- | ------- | --------- | --------- | ----------- |
| 2019     | 72,18 m | Mosca     | 11-6-2019 | 18ª         |
| 2018     | 69,86 m | Pärnu     | 19-8-2018 | 34ª         |
| 2017     | 69,32 m | Žukovskij | 16-6-2017 | 39ª         |
| 2016     | 65,04 m | Adler     | 12-5-2016 | 112ª        |
| 2015     | –       | –         | –         | –           |
| 2014     | 59,89 m | Čeboksary | 17-6-2014 | 231ª        |
| 2013     | –       | –         | –         | –           |
| 2012     | 56,30 m | Adler     | 18-2-2012 | 422ª        |

### Lancio del martello (3 kg)
| Stagione | Misura  | Luogo      | Data      |
| -------- | ------- | ---------- | --------- |
| 2015     | 71,68 m | Adler      | 23-2-2015 |
| 2014     | 66,43 m | Čeljabinsk | 6-7-2014  |
| 2013     | 62,50 m | Adler      | 26-2-2013 |
| 2012     | 54,34 m | Adler      | 27-2-2012 |

## Palmarès
| Anno                             | Manifestazione                           | Sede          | Evento                     | Risultato     | Prestazione   | Note                          |
| Per la Russia                    | Per la Russia                            | Per la Russia | Per la Russia              | Per la Russia | Per la Russia | Per la Russia                 |
| -------------------------------- | ---------------------------------------- | ------------- | -------------------------- | ------------- | ------------- | ----------------------------- |
| 2013                             | Festival olimpico della gioventù europea | Utrecht       | Lancio del martello (3 kg) | 5ª            | 60,75 m       |                               |
| 2013                             | Gymnasiadi                               | Brasilia      | Lancio del martello (3 kg) | Argento       | 61,93 m       |                               |
| 2014                             | Trials europei Giochi olimpici giovanili | Baku          | Lancio del martello (3 kg) | Bronzo        | 65,77 m       | Miglior prestazione personale |
| 2015                             | Mondiali allievi                         | Cali          | Lancio del martello (3 kg) | Oro           | 67,82 m       |                               |
| Come Atleta Neutrale Autorizzata |                                          |               |                            |               |               |                               |
| 2018                             | Europei                                  | Berlino       | Lancio del martello        | 10ª           | 68,64 m       |                               |
| 2019                             | Europei under 23                         | Gävle         | Lancio del martello        | Oro           | 71,08 m       |                               |
| 2019                             | Mondiali                                 | Doha          | Lancio del martello        | 19ª (q)       | 68,53 m       |                               |

## Campionati nazionali
- 4 volte campionessa russa ai campionati invernali di lanci nel lancio del martello (3 kg) (dal 2012 al 2015)
- 1 volta campionessa russa promessa del lancio del martello (2018)
- 3 volte campionessa russa juniores del lancio del martello (2014, 2016, 2017)
- 2 volte campionessa russa allieva del lancio del martello (2013, 2014)
- 2 volte campionessa russa ai campionati invernali di lanci nel lancio del martello (2016, 2017)

2012
- Oro ai campionati russi invernali di lanci (Adler, 27 febbraio 2012), lancio del martello (3 kg) - 54,34 m

2013
- Oro ai campionati russi invernali di lanci (Adler, 26 febbraio 2013), lancio del martello (3 kg) - 62,50 m
- In finale ai campionati russi allievi (Čeljabinsk, 23 giugno 2013), lancio del martello (3 kg) - nm

2014
- Oro ai campionati russi invernali di lanci (Krasnodar, 22 febbraio 2014), lancio del martello (3 kg) - 65,20 m
- Oro ai campionati russi juniores (Čeboksary, 17 giugno 2014), lancio del martello - 59,89 m
- Oro ai campionati russi allievi (Čeljabinsk, 6 luglio 2014), lancio del martello (3 kg) - 66,43 m

2015
- Oro ai campionati russi invernali di lanci (Adler, 23 febbraio 2015), lancio del martello (3 kg) - 71,68 m

2016
- Oro ai campionati russi invernali di lanci (Soči, 20 febbraio 2016), lancio del martello - 64,20 m
- 5ª ai campionati russi assoluti (Čeboksary, 22 giugno 2016), lancio del martello - 63,97 m
- Oro ai campionati russi juniores (Kazan', 27 giugno 2016), lancio del martello - 64,00 m

2017
- Oro ai campionati russi invernali di lanci (Adler, 16 febbraio 2017), lancio del martello - 68,82 m
- Oro ai campionati russi juniores (Saransk, 21 giugno 2017), lancio del martello - 67,93 m
- Argento ai campionati russi assoluti (Žukovskij, 28 luglio 2017), lancio del martello - 68,42 m

2018
- Oro ai campionati russi promesse (Čeljabinsk, 7 luglio 2018), lancio del martello - 65,56 m
- Argento ai campionati russi assoluti (Kazan', 19 luglio 2018), lancio del martello - 67,68 m

## Altre competizioni internazionali
2018
- Argento alla Coppa Europa invernale di lanci ( Leiria, 11 marzo 2018), lancio del martello - 65,97 m

2019
- Oro alla Coppa Europa invernale di lanci ( Šamorín, 10 marzo 2019), lancio del martello - 69,18 m